# Маріо Пераццоло
Маріо Пераццоло (італ. Mario Perazzolo, * 7 червня 1911, Падуя — † 3 серпня 2001, Падуя) — колишній італійський футболіст, нападник, пізніше — півзахисник. По завершенні ігрової кар'єри — футбольний тренер.
Як гравець насамперед відомий виступами за клуби «Фіорентіна» і «Дженова 1893», а також національну збірну Італії.
Володар Кубка Італії. У складі збірної — чемпіон світу.

## Клубна кар'єра
Вихованець футбольної школи клубу «Падова». Дорослу футбольну кар'єру розпочав 1928 року в основній команді того ж клубу, в якій провів п'ять сезонів, взявши участь у 125 матчах чемпіонату.
Протягом 1933—1936 років захищав кольори команди клубу «Фіорентіна».
Влітку 1934 року був запрошений у клуб «Болонья» для участі у матчах Кубка Мітропи 1934. Зіграв у чвертьфінальних і півфінальних матчах турніру проти «Рапіда» (6:1, 1:4) і «Ференцвароша» (5:1, 1:1), забив 2 голи. У підсумку «Болонья» виграла трофей. У фінальних матчах, які проводились у вересні, Маріо не грав, так як на той момент уже розпочався регулярний сезон і він повернувся до складу свого основного клубу — «Фіорентіни».
1936 року приєднався до складу клубу «Дженова 1893». Відіграв за генуезький клуб наступні п'ять сезонів своєї ігрової кар'єри. Більшість часу, проведеного у складі «Дженови», був основним гравцем команди.
Згодом з 1942 по 1948 рік грав у складі команд клубів «Брешія» та «Падова».
Завершив професійну ігрову кар'єру у нижчоліговому клубі «Сіракуза», за команду якого виступав протягом 1948—1950 років.

## Виступи за збірну
1936 року дебютував в офіційних матчах у складі національної збірної Італії. Протягом кар'єри у національній команді, яка тривала 4 роки, провів у формі головної команди країни лише 8 матчів. У складі збірної був учасником чемпіонату світу 1938 року у Франції, на якому жодного разу на поле не виходив, здобувши, втім, разом з командою титул чемпіона світу.

## Кар'єра тренера
Розпочав тренерську кар'єру, ще продовжуючи грати на полі, 1946 року, очоливши тренерський штаб клубу «Брешія».
В подальшому очолював команди клубів «Сіракуза», «Трієстіна», «Фанфулла», «Таранто» та «Нісса».
Останнім місцем тренерської роботи був клуб «Падова», команду якого Маріо Пераццоло очолював як головний тренер до 1973 року.
| Дата       | Місто     | Господарі | Результат | Гості     | Турнір           | Голи | Примітки |
| ---------- | --------- | --------- | --------- | --------- | ---------------- | ---- | -------- |
| 15/11/1936 | Берлін    | Німеччина | 2 – 2     | Італія    | товариський матч | -    |          |
| 22/05/1938 | Генуя     | Італія    | 4 – 0     | Югославія | товариський матч | -    |          |
| 04/06/1939 | Белград   | Югославія | 1 – 2     | Італія    | товариський матч | -    |          |
| 08/06/1939 | Будапешт  | Угорщина  | 1 – 3     | Італія    | товариський матч | -    |          |
| 11/06/1939 | Бухарест  | Румунія   | 0 – 1     | Італія    | товариський матч | -    |          |
| 20/07/1939 | Гельсінкі | Фінляндія | 2 – 3     | Італія    | товариський матч | -    |          |
| 12/11/1939 | Цюрих     | Швейцарія | 3 – 1     | Італія    | товариський матч | -    |          |
| 26/11/1939 | Берлін    | Німеччина | 5 – 2     | Італія    | товариський матч | -    |          |
| Усього     |           | Матчів    | 8         |           | Голів            | 0    |          |

## Титули і досягнення
- Володар Кубка Італії (1):

«Дженова 1893»: 1936–37
- Володар Кубка Мітропи (1):

«Болонья»: 1934
- Чемпіон світу (1):

1938